# 生菜魚肉湯
生菜魚肉湯，又稱生菜鯪魚肉，簡稱生菜魚肉，是香港街頭小食之一，在香港1960年代至1980年代是街上小販常見售賣的熟食，這種熟食在濕冷的春季及寒冷的冬季特別受歡迎。當時這些熟食小販多以「車仔檔」形式流動經營，有部分售賣生菜魚肉的小販，還會同時供應碗仔翅，當時有部份食客甚至會把碗仔翅與生菜魚肉混合一起進食。

## 概要
生菜魚肉湯的主要材料為生菜絲、鯪魚肉及清湯。做法是把鯪魚肉加入生粉、蝦米及蔥花打至起膠，然後用筷子將魚肉削進熱湯內煮熟，魚肉落入湯內會呈條狀，最後把煮熟的魚肉、湯及生菜絲混合便成，上桌後可依據個人喜好再加入麻油及胡椒粉調味，不少食肆和小販售賣的生菜魚肉亦會加入味精調味。在香港的街市一般可在售賣淡水魚的魚檔買到現成已打好的鯪魚肉，烹調生菜魚肉的過程也十分簡易，所以香港有不少家庭會在家中自行製作。